# Synegia camptogrammaria
Synegia camptogrammaria là một loài bướm đêm trong họ Geometridae.